# Szárnyát vagy combját?
A Szárnyát vagy combját? (eredeti címén: L'aile ou la cuisse, angolul: The Wing or the Thigh) egy 1976-ban bemutatott francia vígjáték, Claude Zidi rendezésében, Louis de Funèsszel és Coluche-sal a főszerepben.

## Cselekmény
Charles Duchemin (Louis de Funès) egy idős éttermi kritikus. Miután kinevezik a Académie française tagjává, úgy dönt, hogy visszavonul. Úgy tervezi, hogy átadja tudását és tapasztalatait fiának, Gérardnak (Coluche), hogy aztán ő folytathassa a családi vállalkozást. Gérard Duchemint azonban jobban érdekli az igazi szenvedélye, a cirkusz, mint a konyha és meg sem fordul a fejében, hogy apja nyomdokaiba lépjen. Időközben megjelenik Charles legnagyobb ellenfele Jacques Tricatel (Julien Guiomar) gyorsétteremtulajdonos. Jövőjüket féltve Charles és fia összefognak, hogy tönkretegyék a francia konyha megreformálására törekvő Jacquest.

## Kritikák és díjak
A film vegyes kritikai fogadtatásban részesült. 1978-ban Nyugat-Németországban Goldene Leinwand (Arany képernyő) díjban részesült.

## Érdekességek
- A Charles Duchemin név valószínűleg utalás a francia Michelin Guides éttermi kalauzra.
- A Jacques Tricatel név valószínűleg utalás Jacques Borel híres párizsi vendéglősre.
- Ez volt Louis de Funès első filmje azt követően, hogy 1975-ben kettős szívrohamot kapott.